# أبيجيل آدامز ألين
أبيجيل آدامز ألين (بالإنجليزية: Abigail Adams Eliot)‏ هي مُدرسة أمريكية، ولدت في 9 أكتوبر 1892 في دورشستر ‏ في الولايات المتحدة، وتوفيت في 29 أكتوبر 1992 في كونكورد في الولايات المتحدة.